# Leviea
Leviea Maddison & Szűts, 2019 è un genere di ragni appartenente alla famiglia Salticidae.

## Distribuzione
Le 3 specie sono state reperite in Papua Nuova Guinea.

## Tassonomia
Per la descrizione delle caratteristiche di questo genere sono stati esaminati gli esemplari tipo di L. herberti Maddison & Szűts, 2019.
Non sono stati esaminati esemplari di questo genere dal 2019.
Attualmente, a gennaio 2022, si compone di 3 specie:
- Leviea francesae Maddison & Szűts, 2019 — Papua Nuova Guinea
- Leviea herberti Maddison & Szűts, 2019[2] — Papua Nuova Guinea
- Leviea lornae Maddison & Szűts, 2019 — Papua Nuova Guinea